# Elpidita
L'elpidita és un mineral de la classe dels silicats. És dimorf de la yusupovita. El nom prové del grec ‘’elpis'’ que significa esperança, en al·lusió a l'esperança que es tenia de trobar un nou mineral a l'estrat.

## Característiques
La elpidita és un silicat de fórmula química Na₂ZrSi₆O₁₅(H₂O)₃. Cristal·litza en el sistema ortoròmbic. La seva duresa a l'escala de Mohs és 5.
Segons la classificació de Nickel-Strunz, la bustamita pertany a «09.DG - Inosilicats amb 3 cadenes senzilles i múltiples periòdiques» juntament amb els següents minerals: ferrobustamita, pectolita, serandita, wol·lastonita, wol·lastonita-1A, cascandita, plombierita, clinotobermorita, riversideïta, tobermorita, foshagita, jennita, paraumbita, umbita, sørensenita, xonotlita, hil·lebrandita, zorita, chivruaïta, haineaultita, epididimita, eudidimita, elpidita, fenaksita, litidionita, manaksita, tinaksita, tokkoïta, senkevichita, canasita, fluorcanasita, miserita, frankamenita, charoïta, yuksporita i eveslogita.

## Formació i jaciments
L'elpidita ha estat descrita a tots els continents a exepció de l'Amèrica del Sud i Oceania. No ha estat descrita a cap territori de parla catalana.